# Karl Mayrberger
Karl Mayrberger, född den 9 juni 1828 i Wien, död den 23 september 1881 i Pressburg, var en österrikisk komponist och musikförfattare.
Mayrberger var musiklärare i Pressburg och komponerade bland annat operan Melusina, musik till Oehlenschlägers Yrsa samt sånger för manskör med mera. Mayrberger författade även en lärobok i harmonik och Die Harmonik Richard Wagners (1883).